# Xyris lugubris
Xyris lugubris är en gräsväxtart som beskrevs av Gustaf Oskar Andersson Malme. Xyris lugubris ingår i släktet Xyris och familjen Xyridaceae. Inga underarter finns listade i Catalogue of Life.